# Sommet inter-coréen de 2000
Le Sommet inter-coréen de 2000 est une rencontre entre les dirigeants des deux Corées, Kim Dae-jung, président de la Corée du Sud, et Kim Jong-il, dirigeant suprême de la Corée du Nord.
Ce sommet a eu lieu du 13 juin 2000 au 15 juin 2000 à Pyongyang en Corée du Nord. Ce sommet est le premier de ce type entre la Corée du Nord et la Corée du Sud depuis la fin de la guerre de Corée (1950 - 1953). Si Lee Hee-ho, la femme de Kim Dae-jung, est présente au sommet, mais ne rencontre pas son homologue nord-coréenne.

## Contexte

### Avant sommet
Ce sommet s'intègre dans la continuité de la politique du rayon de soleil initié par Kim Dae-jung, il continue cette politique étrangère vis-à-vis de la Corée du Nord.

## Préparation du sommet
Kim Seong-hye, la cheffe du bureau du secrétariat du comité pour la réunification pacifique de la patrie (en) (CPRK), a fait partie de la délégation du Nord négociant la déclaration conjointe Nord-Sud du 15 juin (en) lors du sommet inter-coréen de 2000.